# Martin Čapský
Martin Čapský (ur. 15 lutego 1974) – czeski historyk.
Absolwent Uniwersytetu Śląskiego w Opawie (Bc 1996, Mgr 1999). Studia doktoranckie na Uniwersytecie Masaryka w Brnie. W 2006 obronił pracę doktorską Vévoda Přemek Opavský (1366-1433). Ve službách posledních Lucemburků. Habilitował się na tej samej uczelni. Od 2016 docent na Uniwersytecie w Pardubicach.

## Monografie
- Vévoda Přemek Opavský (1366-1433). Ve službách posledních Lucemburků, Matice moravská: Brno − Opava 2005.
- Zrození země. Komunikující společenství pozdně středověkého Slezska, Argo: Praha 2013.
- Město pod vládou kazatelů. Charismatičtí náboženští vůdci ve střetu s městskou radou v pozdně středověkých českých korunních zemích, Argo: Praha 2015.